# 保利娜·帕谢克
保利娜·帕谢克（波蘭語：Paulina Paszek，1997年10月26日—），波兰、德国女子皮划艇运动员，2023年欧洲运动会女子四人皮艇500米银牌得主、2024年夏季奥林匹克运动会女子四人皮艇500米银牌得主和女子双人皮艇500米铜牌得主。